# Schaumheuschrecke
Die Schaumheuschrecke (Dictyophorus spumans) ist eine Art der Kegelkopfschrecken (Pyrgomorphidae) innerhalb der Kurzfühlerschrecken (Caelifera). Namensgebend ist die Eigenschaft der Insekten, ein schaumartiges Sekret zur Abwehr von Feinden abzusondern.

## Merkmale
Mit einer Körperlänge von 64 Millimetern gehört die Schaumheuschrecke zu den größeren Arten der Familie der Kegelkopfschrecken. Körper und Beine sind auffallend rötlich, orange und schwarz gezeichnet, das Abdomen ist schwarz und trägt weiße Ringe. Die leuchtenden Farben dienen der Abwehr von Feinden.
Die Schaumheuschrecke ist flugunfähig, das hintere Flügelpaar ist vollständig zurückgebildet.

## Verbreitung und Lebensraum
Die Tiere sind in ganz Südafrika bis auf die Natal-Region anzutreffen. Als Lebensraum dienen offene, felsige Biotope sowie Gegenden mit niedriger Vegetation. Schaumheuschrecken werden oft auf Bergspitzen angetroffen.